# Teatro Giuseppe Verdi (Busseto)

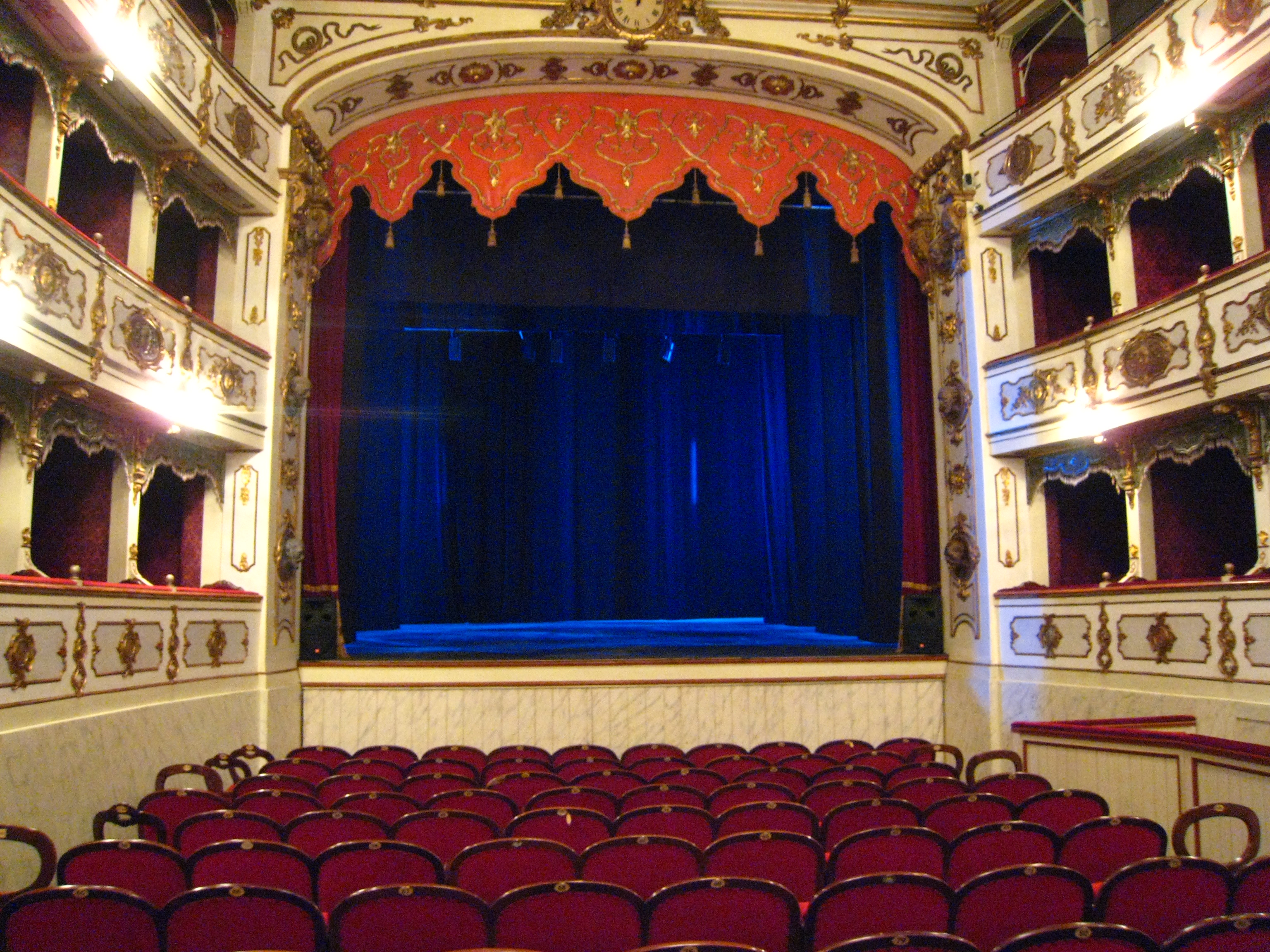
Teatro Giuseppe Verdi

Het Teatro Giuseppe Verdi is een operahuis in het Italiaanse Busseto.

## Geschiedenis
De gemeente Busseto begon in 1856 met de bouw van een nieuw theater gewijd aan de operacomponist Giuseppe Verdi, die in het nabije Roncole was geboren. De bouwwerkzaamheden duurden ongeveer twaalf jaar. Het theater werd ingewijd op 15 augustus 1868 met een uitvoering van de opera's Rigoletto en Un ballo in maschera van Giuseppe Verdi. Ter ere van de maestro, wiens achternaam vrij vertaald "groenen" betekent, droegen de dames groene kleding, terwijl de heren groene stropdassen om hadden. Niettemin was Verdi niet aanwezig bij de inwijding. Hij heeft zelfs nimmer een voet in het theater gezet, aangezien hij het veel te duur en overbodig vond, hoewel hij wel 10.000 lire had geschonken voor de verwezenlijking ervan.
Het theater heeft bijna alle Verdi-opera's gebracht. De seizoenen 1913 en 1926 werden geleid door Arturo Toscanini. In 2001 heeft Riccardo Muti er Falstaff gedirigeerd en Franco Zeffirelli heeft er Aida voorbereid. In 2002 bereidde Zeffirelli er La traviata – geleid door Plácido Domingo – voor.